# Chris Grimm
Christopher Grimm, detto Chris (Brighton, 23 giugno 1984), è un ex cestista statunitense, professionista in Europa.

## Palmarès
- Coppa di Macedonia: 1

MZT Skopje: 2012